# The Lone Ranger (album)
The Lone Ranger – pierwsza solowa płyta Grahama "Suggsa" McPhersona najbardziej znanego jako wokalista angielskiego zespołu ska-poprockowego Madness. Nagrana została w 1995 roku, wydawcą płyty był koncern Warner Bros. Records. Na płycie znalazły się covery Simona and Garfunkela Cecylia oraz The Beatles I'm Only Sleeping. Producentami albumu byli m.in. Sly & Robbie. Album uplasował się na 14 miejscu brytyjskiej listy przebojów.

## Spis utworów
1. "I'm Only Sleeping"   4:20  (Lennon – McCartney)
2. "Camden Town"  3:52 (McPherson – Barson)
3. "Alcohol"   3:27 (McPherson)
4. "4 AM"  3:32 (McPherson – Barson)
5. "The Tune"  4:35 (Barson)
6. "Cecilia"  3:08 (Simon)
7. "Haunted"  3:53 (McPherson)
8. "Off On Holiday"  4:04 (McPherson)
9. "Green Eyes"  3:51 (McPherson – Barson – Smyth)
10. "Fortune Fish"  5:31 (McPherson)
11. "She's Gone"  5:11 (McPherson – Barson)

Czas nagrania: 46 minut i 31 sekund.

## Single z albumu
- I'm Only Sleeping (1995) # 7
- Camden Town (1995) # 14
- The Christmas E.P. – The Tune (1995) # 33
- The Tune (1995) – singiel promocyjny
- Sleigh Ride (1995) – singiel promocyjny
- Cecilia (1996) # 4
- No More Alcohol (1996) # 24